# الناقل القطري الإسرائيلي

مشروع المياه القُطري في إسرائيل أو الناقل القُطري (بالعبرية: המוביל הארצי، HaMovil HaArtzi) هو أكبر مشروع للمياه في إسرائيل ، مهمته الرئيسية هي نقل المياه من بحيرة طبريا الواقعة في أقصى الشمال الشرقي على الحدود مع الجولان المحتل إلى المراكز ذات الكثافة السكانية العالية في إسرائيل وإلى الجنوب القاحل وإرواء مساحات واسعة من أراضي النقب لتشجيع الحركة الاستيطانية فيه وجذب عدد أكبر من اليهود للعيش هناك. ولإنجاز المشروع قامت الحكومة الإسرائيلية بمصادرة الآلاف من الدونمات على طول المشروع وتضررت من جراء ذلك قرى عربية كثيرة، منها قرية كفر مندا التي خسرت مساحات واسعة من أراضيها الزراعية لصالح هذا المشروع الذي لم يفدها بشيء، ويهدف المشروع إلى استخدام المياه بكفائة وتنظيم إمدادات المياه في البلاد. يمكن النقل حتى 72000 متر مكعب (19,000,000 جالون أمريكي) من الماء وأن تتدفق من خلال الناقل كل ساعة، أي ما مجموعه 1.7 مليون متر مكعب في اليوم.
أقرت الحكومة الإسرائيلية هذا المشروع في مطلع الخمسينيات وانتهى العمل منه في العام 1964، وكان ذلك أحد دوافع الدعوة لقمة عربية في القاهرة عام 1964. وهذا المشروع هو جزء من خطة إسرائيلية للسيطرة على المياه في منابع نهر الأردن. وقامت القوات السورية بتسديد ضربات باتجاه المضخات التي وضعتها إسرائيل في منطقة شمالي بحيرة طبريا، وذلك لتجاوز إسرائيل المعايير والاتفاقيات الدولية المتعلقة بالمحاصصة بالنسبة لكميات المياه. وعلى أثر المشروع الإسرائيلي بادرت الحكومة السورية إلى بناء مشروع للاستفادة من المياه في تلك المنطقة، ووقعت مصادمات عسكرية بين إسرائيل وسورية العام 1965 عُرفت بحرب المياه.
معظم أعمال المياه في إسرائيل في اتصال مع الناقل الوطني للمياه، حيث أن طوله يبلغ 130 كيلومترا (81 ميل). الناقل يتكون من نظام من الأنابيب العملاقة والقنوات المفتوحة والأنفاق والخزانات ومحطات ضخ عملاقة. بناء الناقل كان تحدياً كبيراً لأنها تقطع التقنية في مجموعة واسعة من التضاريس والارتفاعات.